# Ryan Gravenberch
Ryan Jiro Gravenberch (Amsterdam, 16 de maig de 2002) és un futbolista professional neerlandès que juga com a centrecampista pel Liverpool FC.

## Palmarès
AFC Ajax
- 3 Eredivisie: 2018-19, 2020-21, 2021-22
- 2 Copes KNVB: 2018-19, 2020-21

FC Bayern de Múnic
- 1 Lliga alemanya: 2022-23
- 1 Supercopa alemanya: 2022

Liverpool FC
- 1 Copa de la Lliga anglesa: 2023-24
- 1 Premier League: 2024-25

Selecció neerlandesa
- 1 Campionat d'Europa sub-17: 2018